# Çerkes Mehmed Tevfik
Çerkes Mehmed Tevfik (pronunciat Txerkes) fou un guerriller turc fill d'un granger circassià d'Emre a la província de Bursa. Va néixer vers 1880.
Va ser adjunt del seu germà Çerkes Ethem al front de les forces mòbils anomenades kuwwa-yi seyyāre, però després de la derrota que van patir a Gediz davant els grecs el 24 d'octubre de 1920, i el nomenament d'Ismet Inönü com a comandant en cap del front occidental, van entrar en conflicte amb l'exèrcit república regular i ambdós bàndols van combatre; Ethem i Tevfik foren decisivament derrotats a Kütahya el 29 de desembre de 1920 i van fugir a la rereguarda dels grecs (5 de gener de 1921).
Van quedar exclosos de l'amnistia establerta pel tractat de Lausana de 1923 (en total els exclosos foren 150) i després de passar per Grècia, Alemanya i alguns països àrabs, Tevfik es va establir a Haifa a Palestina on fou guardià d'una refineria de petroli.
Va tornar a Turquia el 1938, per morir allí al cap de poc.